# Las Nieves
Pour les articles homonymes, voir Nieves.
Las Nieves est une municipalité de la province d'Agusan del Norte, aux Philippines.